# Brahmapura
En el marco del hinduismo, Brahmapura (‘ciudad de Brahmā’, en sánscrito) es el más alto de los siete mundos.
En ese lugar llegan las almas que durante su vida humana no se desarrollaron espiritualmente pero que han sido las más piadosas. Allí nacen con un cuerpo con cuatro cabezas, como el propio dios Brahmá.
- Brahmapura: la ciudad de Brahmā (una de las tres deidades primarias). Brahmapura (que se encuentra en el monte Meru) podría referirse a un lugar diferente que Brahmaloká o Satiáloká (el planeta más elevado del universo).
  - Nombre de una ciudad en el cielo.[2]
  - Brahmapura-māhātmya es el nombre de una obra en sánscrito.
  - Nombre de una ciudad en la Tierra.[3]
  - nombre de un reino.[4]
  - otro nombre del corazón (jridaia en sánscrito).[5]
  - otro nombre del cuerpo humano (deha o sharira, en sánscrito).[6]

## Nombre
En letra devánagari se escribe ब्रह्मपुर.
En el sistema internacional de transliteración IAST se escribe satyaloka.

## Otros nombres
También se la conoce como:
- Brahmaloká (‘planeta de Brahmā’).[7]
- Satiáloká: ‘planeta de verdad’, en sánscrito (siendo satiá: ‘verdad’, y loká: ‘planeta’, cognado de la palabra «local» y «localidad»), el más alto de los siete mundos.[8] En letra devánagari se escribe सत्यलोक.